# Final Fantasy V
Final Fantasy V (яп. ファイナルファンタジーV фаинару фантадзи: файбу) — японская ролевая игра для приставки Super Famicom, разработанная и выпущенная компанией Square в 1992 году, пятая номерная часть серии Final Fantasy. Первое время издавалась исключительно на территории Японии, но в 1999 году после портирования на PlayStation была переведена на английский язык и появилась в других регионах мира. Позже адаптирована для портативной системы Game Boy Advance, онлайн-сервисов Virtual Console и PlayStation Network. В марте 2013 вышла версии игры для мобильной операционной системы iOS, версия для Android вышла осенью 2013.
Действия Final Fantasy V разворачиваются в фэнтези-мире, чей баланс поддерживают четыре волшебных кристалла стихий. Главный герой, молодой путешественник по имени Барц, знакомится с принцессой Ленной, отец которой отправился в хранилище ветряного кристалла и не вернулся. Вскоре герои узнают, что кристалл уничтожен, и миру грозит опасность. Теперь им, чтобы спасти человечество, при помощи верных соратников предстоит отправиться в долгое и опасное путешествие.
Пятая часть создавалась в течение года после релиза четвёртой примерно той же командой разработчиков, поэтому в большинстве аспектов не сильно отличается от предшественницы. Игра известна прежде всего по гибкой системе развития персонажей, так называемой «системе профессий», позволяющей в любое время выбирать для четырёх имеющихся героев различные классы и формировать тем самым любой желаемый отряд. В западных странах из-за отсутствия локализации Final Fantasy V долгое время оставалась незамеченной, тогда как в Японии была весьма популярна и разошлась тиражом свыше двух миллионов копий. В 2006 году японский игровой журнал Famitsu на основании голосования читателей поставил её на пятнадцатое место в списке величайших игр всех времён.
У пятой части также есть своеобразное продолжение в виде аниме-сериала «Последняя фантазия: Легенда кристаллов», однако события там происходят только спустя 200 лет после окончания сюжета игры и почти никак не связаны с оригиналом.

## Игровой процесс
Final Fantasy V представляет собой традиционную японскую ролевую игру, тем не менее, отдельные элементы геймплея появляются в ней впервые. Система Active Time Battle, созданная ещё для предыдущей игры сериала, здесь получила развитие: теперь игроку стали видны шкалы активности каждого из персонажей, при полном заполнении которых появляется меню команд, где можно отдать указание готовому к действию персонажу: атаковать оружием, использовать магию, сменить экипировку, позицию на поле боя и прочие опции (ранее шкалы активности на экран не выводились, и было непонятно, который из героев будет действовать следующим). Позже разработчики взяли на вооружение этот элемент геймплея при создании последующих частей Final Fantasy и других игр Square, таких, например, как Chrono Trigger. Очки опыта начисляются по тем же принципам, что и раньше, — каждый герой получает определённое количество после победы над противниками, в результате чего повышается уровень персонажа и его персональные характеристики, такие как сила, скорость, очки жизни и магии. Экипировка и магия (за исключением призываемых существ) свободно продаются в городских магазинах и приобретаются за деньги, получаемые в ходе исследования многочисленных локаций. Кроме магазинов в каждом городе присутствует гостиница, где можно отдохнуть, восстановив тем самым жизни и магию, а также различные неигровые персонажи, своими репликами помогающие лучше разобраться в особенностях сюжета. Путешествовать по миру можно как пешком, так и на чокобо, летающем драконе, воздушном корабле или внутри подводной лодки.
Помимо основной сюжетной линии в игре представлены некоторые дополнительные, побочные квесты, позволяющие заполучить лучшее оружие, доспехи и т. п. Final Fantasy V стала первой игрой серии, где появились секретные боссы, по силе на порядок превосходящие финального, и места, пройти которые требуется за ограниченный временной промежуток, причём учитывается даже время, потраченное на сражения. Если таймер приходит к нулю, игра сразу же заканчивается, аналогично как и при гибели всех персонажей в битве. В зависимости от того, какие персонажи выжили в схватке с последним боссом, варьируется концовка игры.

### Система профессий
Главной особенностью Final Fantasy V является оригинальная система развития персонажей, разработанная на основе схожей системы из Final Fantasy III. Боевой отряд в игре состоит всего из четырёх героев, однако для каждого из них доступны так называемые профессии, классы развития с уникальными навыками, приобретаемыми посредством накопления специальных очков Ability Points (ABP), получаемых после победы над врагами. Каждый герой начинает путешествие свободным от профессий, но затем может получить один из 22-х классов (26-и в версии для Game Boy Advance), некоторые из которых, такие как «синий маг», «временной маг» или «мим» впервые появились именно в этой части, добавив в сражения новые элементы. Доступными все они становятся не сразу, а в течение игры, после нахождения осколков волшебных кристаллов. Способности профессий используются не только в сражениях — некоторые из них работают автоматически и действуют во время исследования локаций, так, способность вора «Внимание» защищает партию от внезапного нападения со спины.
Сменить выбранную профессию можно на любом этапе прохождения, а выучив все способности, персонаж обретает статус «мастера» данного класса, что позволяет ему пользоваться выученными приёмами даже при смене профессии. К примеру, если установить какому-либо герою профессию «рыцарь», и ранее он уже успел в мастерстве овладеть некоторыми навыками «чёрного мага», то можно добавить ему один из этих навыков в командное меню и применять в качестве альтернативы способностям рыцаря.

## Сюжет

### Игровой мир
События Final Fantasy V происходят в трёх вымышленных мирах: родном для героев, параллельном и третьем, образовавшимся после слияния первых двух. В древности мир существовал едино, однако за тысячу лет до начала событий игры его целостность была поставлена под угрозу из-за субстанции известной как «Пустота» — её создал злой маг по имени Энуо. При помощи двенадцати легендарных оружий людям удалось победить Энуо, но Пустота оказалась неуничтожаемой — чтобы справиться с ней, люди разделили восемь стихийных кристаллов по четыре, что привело к расколу мира на две части и запечатало Пустоту в пространстве между ними. Долгое время оба мира существовали в гармонии, поддерживаемой кристаллами стихий, пока однажды в лесу Мур не был рождён злой дух, известный как Эксодес, главный антагонист игры, вознамерившийся уничтожить всё сущее. Однако группа героев, названных «четырьмя воинами рассвета», победила его, использовав силу тех же стихийных кристаллов. Вновь воцарилась гармония, но, как оказалось, лишь на тридцать лет.

### Персонажи
В Final Fantasy V главных персонажей всего лишь пятеро, каждый из них обладает индивидуальностью и характером. Максимум в сражении могут участвовать четверо. Главным героем игры выступает молодой юноша Барц Клаузер, путешествующий по миру вместе со своим чокобо по кличке Боко. Барц случайно оказывается рядом с местом падения метеорита, что в итоге полностью меняет его жизнь. Почти сразу же к отряду присоединяется Ленна Шарлотта Тайкун, принцесса государства Тайкун, смелая девушка, не побоявшаяся отправиться на поиски своего пропавшего отца, что привело её к знакомству с Барцем. Третьим членом отряда становится Галуф Халм Бальдесион, старик, которого Барц и Ленна обнаруживают на месте падения метеорита. Страдает амнезией и решает присоединиться к героям, пока его память не восстановится. Завершает команду из четырёх человек Фарис Шервиц, капитан пиратского корабля, скрывающая от всех, что на самом деле является девушкой, сестрой Ленны — принцессой Сарисой. Её корабль может передвигаться без помощи ветра благодаря одомашненному дракону, к которому она очень привязана. Ближе к середине игры Галуфа сменяет его внучка Крил Майер Бальдесион. Она может разговаривать с муглами, драконами, чокобо и другими животными.
Главные персонажи по сюжету отождествляются с «четвёркой воинов рассвета», легендарными героями, которые за 30 лет до начала событий игры уже побеждали антагониста Эксодеса. Кроме Галуфа это отец Барца Дорганн Клаузер, Кельгар Влондетт и Ксезас Матиас Сёргейт. Определённую роль в сюжете играют также и второстепенные персонажи: инженер Сид Превия и его внук Мид, а также мудрая черепаха Гидо. Помимо Эксодеса, протагонистам часто противостоит воин Гильгамеш, впоследствии этот персонаж появится во многих других частях серии, в частности, в Final Fantasy VIII и Final Fantasy XII. Барц и Эксодес позже окажутся в числе действующих лиц таких игр как Dissidia: Final Fantasy и Dissidia 012 Final Fantasy.

### История
Сюжет игры начинается с того, что король государства Тайкун, обеспокоенный прекратившимся ветром, отправляется в хранилище ветряного кристалла, чтобы выяснить причину катаклизма, но обратно не возвращается. При этом его дочь, принцесса Ленна, беспокоясь за судьбу отца, следует по следам короля. В это же время неподалёку от замка на землю падает метеорит, а молодой путешественник Барц, случайно оказавшийся поблизости, идёт проверить, что случилось. Рядом с местом падения он встречает Ленну и помогает ей отбиться от неожиданно напавших гоблинов. Девушка посвящает его в курс дела, и Барц решает сопроводить её, вскоре у них появляется третий компаньон — старик Галуф, страдающий амнезией. Из-за упавшего метеорита дорога к хранилищу оказывается заблокированной, и герои вынуждены идти обходным водным путём, в чём им помогает капитан пиратов по имени Фарис. Добравшись до места назначения, персонажи обнаруживают, что кристалл разбит на осколки. Появляется дух короля, который объясняет, что отныне они — избранные, воины, которым суждено победить Эксодеса и тем самым помешать древнему злу уничтожить мир.
Персонажи понимают, что кристаллы являются своеобразной печатью, удерживающей тёмные силы — с разрушением кристаллов и высвобождением этих сил планета станет непригодной для жизни. Вчетвером друзья отправляются путешествовать по миру в попытках сохранить оставшиеся три кристалла, но все их старания заканчиваются неудачно, злодей постоянно опережает героев. Тогда на их пути появляется Крил, внучка Галуфа, благодаря которой к старику возвращается память. Становится ясно, что он явился сюда из параллельной реальности с целью спасения мира. Вместе с Крил Галуф решает вернуться обратно домой. Оставшись втроём, Барц, Ленна и Фарис обращаются за помощью к инженерам Сиду и Миду и, посредством изобретённого ими механизма, отправляются вслед за стариком. После некоторых злоключений героям наконец удаётся добраться до замка Бал, правителем которого оказывается не кто иной, как Галуф. Выясняется, что в своё время он был одним из «четырёх воинов рассвета» и противостоял злу бок о бок с отцом Барца. Вместе персонажи совершают путешествие к мудрецу Гидо, гигантской черепахе, живущей в подводной пещере, он объясняет им происхождение Эксодеса. Герои отправляются в лес Мур, к древнему дереву, где уничтожают вредоносные печати, но в этот момент появляется сам Эксодес, уже получивший силу кристаллов. На помощь героям приходит Крил, однако злодей окружает её огненным кольцом и собирается убить. Галуф выручает внучку и, лишившись последних сил, один на один сражается со злодеем, пока тот не отступает. От полученных ран старик умирает на руках у друзей, но успевает передать все свои способности Крил.
Команда отправляется в замок Эксодеса и побеждает его, но три последних кристалла разрушены, и оба мира сливаются в один. Персонажи понимают, что колдун обрёл силу Пустоты, заключённую в пространстве между мирами, и теперь поглощает целые города и королевства. Для того чтобы его победить, героям необходимо собрать двенадцать легендарных оружий, с помощью которых тысячу лет назад был побеждён злой колдун Энуо. Справившись с этим заданием, они добираются до самой Пустоты и сталкиваются с Эксодесом, который принял свою истинную форму — дерева, захваченного злым духом. При поддержке четырёх воинов рассвета и короля Тайкуна героям удаётся выжить в Пустоте и одолеть врага. После этого антагонистом завладевает Пустота, превращая его в Нео-Эксодеса — сущность, намеренную уничтожить всё сущее, в том числе и саму себя. Четверо друзей вновь одерживают победу, на этот раз окончательную, — к уничтоженным кристаллам возвращается их изначальная форма, и мир снова приходит к равновесию. Концовка зависит от того, сколько персонажей выжило после финального сражения — оставшиеся в живых члены отряда вновь посещают древнее дерево леса Мур и обнаруживают, что павшие герои вернулись к жизни.

## Разработка и локализации
Как и в случае всех предыдущих частей серии, разработкой руководил геймдизайнер Хиронобу Сакагути, причём до появления Final Fantasy IX он считал пятую часть своей любимой игрой. Иллюстрации персонажей, концептуальные рисунки и логотип снова выполнил художник Ёситака Амано, в то время как над монстрами и графикой сражений потрудился тогда ещё новичок Тэцуя Номура. Позже Амано отметил, что дизайн Фарис наравне с Террой Брэнфорд, главной героиней Final Fantasy VI, считает своей лучшей работой для «Последней фантазии». Вновь были задействованы графические изыски с использованием седьмого видеорежима консоли Mode 7, благодаря ему появился эффект трёхмерности, заметный, например, в сценах падения метеорита и при полёте на воздушном корабле. Постановкой сюжетных сцен занимался режиссёр Ёсинори Китасэ, кроме того, вдвоём с Сакагути они написали основной сценарий игры. За боевую систему отвечали дизайнеры Акихико Мацуи и Хироюки Ито, последний также стал автором системы профессий персонажей. Всего над созданием пятой части работали 45 человек, итоговая версия игры занимала на картридже 16 мегабит памяти, релиз в Японии состоялся 6 декабря 1992 года. Как сообщал журнал GamePro, японские власти обращались к руководству Square с просьбой отложить выпуск Final Fantasy V до начала зимних каникул, поскольку в противном случае дети по всей стране начнут прогуливать уроки, выстраиваясь в очереди за игрой.
Музыка для саундтрека, как и во всех предыдущих случаях, была написана композитором Нобуо Уэмацу. Изначально он сочинил для проекта более ста разных мелодий, но потом решил сократить их количество — в итоговую версию игры вошли лишь 56 треков. Помимо основного двухдискового альбома, включавшего 67 дорожек, в течение года вышли ещё несколько посвящённых пятой части официальных альбомов. Диск под названием Final Fantasy V: 5+1 вместил пять мелодий из игры и одну раритетную композицию «Пещера Матойи», которая впервые появилась ещё в самой первой части Final Fantasy, но до сих пор не издавалась. В 1993 году вышли альбомы Final Fantasy V Dear Friends с теми же мелодиями в сопровождении симфонического оркестра и с вокалом финской группы Angelit, Piano Collections Final Fantasy V с аранжировками на фортепиано, Final Fantasy V: Mambo de Chocobo с ремиксами основных композиций. Для североамериканского рынка, помимо всего прочего, выходил сборник Final Fantasy Anthology Soundtrack, включающий саундтреки пятой и шестой частей. Отдельные наиболее популярные композиции впоследствии неоднократно исполнялись на различных живых выступлениях и попадали во всевозможные музыкальные компиляции, как официальные, так и фанатские. Особой известностью обладает так называемая «Смертельная битва на большом мосту», посвящённая персонажу Гильгамешу, она в том или ином виде вошла во многие последующие части Final Fantasy.
Выход Final Fantasy V на западе планировался вскоре после издания японской версии, игра должна была выйти в Северной Америке под названием Final Fantasy III, однако релиза не последовало. По словам переводчика Теда Вулси, в какой-то момент компания изменила мнение насчёт локализации, решив, что игру нельзя назвать подходящей для среднестатистического западного игрока, а следовательно, её перевод нерентабелен. В 1995 году возникли планы всё же выпустить пятую часть за пределами Японии под заголовком Final Fantasy Extreme, специально для опытных игроков, которые смогли бы оценить оригинальность боевой системы, тем не менее, по неизвестным причинам этот проект кончился отменой производства. Третья попытка западной локализации произошла в 1997 году, когда руководители Square заключили контракт с небольшой студией Top Dog Software для портирования оригинальной версии на персональный компьютер, с последующим релизом в США — в итоге проект закрылся. Год спустя появились сведения о том, что локализацией занимается компания Eidos Interactive, и скоро должна выйти американская версия для ПК, но и эти планы ни к чему не привели. Отсутствие английской версии вынудило фанатов-энтузиастов сделать собственный патч для образа игры с полным переводом на английский язык — его свободно можно было скачать из Интернета. Существует мнение, что это первая ролевая игра, полностью переведённая любителями. Официальная же английская версия появилась только в 1999 году при портировании на PlayStation, спустя почти семь лет после оригинального релиза.

## Переиздания
В 1998 году компанией Tose Final Fantasy V была портирована на PlayStation, причём сначала издавалась в виде отдельного диска, а год спустя появилась в составе сборника Final Fantasy Collection, куда также вошли четвёртая и шестая части. Эта новая версия включает две видеозаставки, вступительную и финальную, сделанные с использованием технологии FMV, возможность быстрого сохранения во внутреннюю память консоли, но в остальном игра осталась такой же. Сборник, кроме того, выходил как коллекционное издание ограниченным тиражом в 50 тысяч копий — к нему прилагался миниатюрный будильник, играющий мелодии «Последних фантазий». Тогда же вышла североамериканская версия пятой части, на сборнике Final Fantasy Anthology вместе с Final Fantasy VI, а в 2002 году состоялся релиз для Европы и Австралии, на сей раз игра шла в комплекте с Final Fantasy IV. В англоязычной версии подверглись изменению имена некоторых героев, например, Барц стал Батцем, а Гидо — Гуидо. Также в речи Фарис появился пиратский говор, которого не было в оригинальном сценарии. Одновременно с выходом приставки PlayStation 2 Sony опубликовала список игр для первой PlayStation, несовместимых с их новой консолью. Туда была включена и Final Fantasy Anthology из-за графической ошибки, иногда появляющейся при попытке сохранить игру. Представители Square позже сообщили, что ошибка не является критической, поскольку приводит лишь к небольшому графическому дефекту, никак не препятствуя процессу сохранения.
Второе портирование игры произошло в 2006 году вновь при участии Tose — пятая часть была адаптирована для портативного устройства Game Boy Advance и вышла во всех регионах под заголовком Final Fantasy V Advance. Графика и интерфейс обновились, чтобы соответствовать другому разрешению экрана, среди основных нововведений четыре новые профессии (гладиатор, канонир, некромант и оракул), новое бонусное тридцатиэтажное подземелье и дополнительная локация под названием «Обитель мёртвых». Персонаж Энуо, ранее упоминавшийся лишь в предыстории, появляется здесь в качестве опционального босса, причем его дизайн разработан не Ёситакой Амано, а Тэцуей Номурой. Также были добавлены бестиарий, музыкальный проигрыватель, функция быстрого сохранения и дополнительная экипировка. Как и другие предшественницы Final Fantasy V, портированные на GBA, игра заново переведена на английский — новый перевод включает непривычные для серии отсылки к американской поп-культуре.
Игру собирались портировать на карманную консоль Nintendo DS, однако из-за возникших технических трудностей вскоре пришлось отказаться от этих планов. Вместо этого в 2010 году появилась информация о портировании на Nintendo 3DS, но позже продюсер Синдзи Хасимото заявил в интервью, что перед принятием окончательного решения разработчики хотят лучше ознакомиться с этой платформой и посмотреть, насколько хорошо она будет продаваться. Год спустя оригинальная японская версия для Super Famicom появилась в сервисе Virtual Console, тогда как PlayStation-версия стала доступной для скачивания в PlayStation Network. В 2012 году Final Fantasy V была издана в составе коллекционного набора Final Fantasy 25th Anniversary Ultimate Box, выпущенного к 25-летнему юбилею серии, который включает все тринадцать номерных частей для различных приставок PlayStation. На данный момент игра портирована на смартфоны и планшеты с операционными системами iOS и Android.

## Продажи и отзывы
| Сводный рейтинг       | Сводный рейтинг  |
| Агрегатор             | Оценка           |
| --------------------- | ---------------- |
| GameRankings          | 82,45 %          |
| Metacritic            | 83 % (GBA)       |
| Иноязычные издания    |                  |
| Издание               | Оценка           |
| 1UP.com               | B- (SFC) A (GBA) |
| AllGame               | 3,5 / 5 (SFC)    |
| EGM                   | 8,8 / 10         |
| Famitsu               | 34 / 40          |
| GameSpot              | 8,5 / 10         |
| IGN                   | 8,5 / 10         |
| GameDaily             | 7 / 10           |
| Русскоязычные издания |                  |
| Издание               | Оценка           |
| «Страна игр»          | 8 / 10 (GBA)     |

| Сводный рейтинг | Сводный рейтинг |
| Агрегатор       | Оценка          |
| --------------- | --------------- |
| GameRankings    | 84,84 %         |

Продажи оригинальной версии для Super Famicom составили 2,45 млн копий, в том числе 2 млн было реализовано за первые два месяца после релиза. Японская версия для PlayStation продана тиражом примерно в 170 тысяч, она же в составе сборника Final Fantasy Collection поднялась до отметки в 400 тысяч и по итогам 1999 года попала на тридцать первое место японского игрового чарта. Продажи версии для GBA в Японии за год составили около 260 тысяч. В соответствии с данными, опубликованными компанией в 2004 году, североамериканский сборник Final Fantasy Anthology разошёлся количеством в 364 тысячи копий. Японский журнал Famitsu дал игре 34 балла из сорока возможных и в 2006 году поставил её на пятнадцатое место в списке величайших игр всех времён.
Поскольку пятая часть в течение многих лет не имела официальной англоязычной локализации, среди западных обозревателей она долгое время оставалась незамеченной, и по этой причине мнения об оригинальной версии встречаются только в ретроспективных статьях, написанных спустя десятилетия после релиза. По мнению портала RPGamer, в Final Fantasy V наблюдается значительный прогресс в сравнении с четвёртой частью, улучшены визуальное исполнение, меню интерфейса и управление, но отдельные элементы, такие как излишняя частота случайных встреч с монстрами, посредственное звуковое сопровождение и блеклая цветовая палитра, портят общее представление об игре, лишая её высокой оценки. Редакция сайта 1UP.com замечает, что на фоне относительно слабого сюжета выгодно выделяется удачный геймплей, особенно система профессий, позволяющая комбинировать способности персонажей различных классов. С этим мнением согласились и критики Allgame, отдельно похвалившие встроенные в игру секретные сцены и возможность искать разные спрятанные предметы. Сайт RPGFan называет её худшей частью во всей серии, отмечая, тем не менее, что сюжет всё же лучше, чем в большинстве ролевых игр того времени. В российском журнале «Страна игр» пятую часть назвали «той вершиной, на которой закрепился сериал до прихода великих шестой, а затем седьмой частей». В рецензии «Мира фантастики» отмечается крайне длительная, но вместе с тем насыщенная сюжетная линия игры.
Вышедший в Северной Америке сборник Final Fantasy Anthology удостоился смешанных отзывов, хотя журналисты, как правило, оценивали его как единый продукт, не разделяя две входящие в него части. GameSpot в рецензии этой версии отмечает плохо проработанных персонажей и клишированный сюжет, кроме того, по их мнению, перевод сценария на английский язык получился просто ужасным — по качеству он во многом уступает выполненной ранее фанатской локализации. Как сказано в статье портала IGN, графика для PlayStation выглядит устаревшей, но при этом игра поражает интересной системой профессий и хорошей музыкой. Положительно о профессиях отозвались и в журнале Electronic Gaming Monthly, назвав их единственной возможной причиной приобретения пятой части. Нередко критики делали акцент на длительных загрузках, связанных с переходом от картриджей к CD-носителям.
Поздняя версия для Game Boy Advance, в отличие от предыдущих релизов, встречена обозревателями с большим воодушевлением. В ревью на сайте GameSpot выражено мнение, что игра теперь выглядит лучше, чем когда-либо, и, если учесть новый английский перевод и обилие дополнительного контента, она намного лучше по сравнению с версией для PlayStation. По их мнению, несмотря на предсказуемые сюжетные ходы и неприглядных персонажей, сценарий Final Fantasy V Advance ничем не уступает многим современным ролевым играм и поэтому заслуживает довольно высокую оценку. С этим согласился и журнал Nintendo Power: «Если прохождение версии для PlayStation напоминает рутинную работу, то при переходе на GBA за счёт улучшенного перевода и занятных дополнений игровой процесс превращается в настоящее веселье». В их статье это издание пятой части охарактеризовано как «определённо лучшая версия одной из лучших игр в серии». IGN советует Final Fantasy V Advance абсолютно всем обладателям данной портативной системы, называя её «захватывающей и удивительно глубокой ролевой игрой». Сайт 1UP.com назвал сделанный порт «железобетонным», так как разработчики исправили все ошибки Anthology и добавили много нового, сюжет при этом, хоть и начинается медленно, со временем набирает обороты и становится весьма интересным. На GameDaily выражено мнение, что игра приносит немало удовольствия, однако частые столкновения с монстрами и необходимость постоянно участвовать в сражениях ради накопления очков способностей порой бывают утомительными.

## Аниме-сиквел
В 1994 году с разрешения Square студия Madhouse выпустила аниме-сиквел к игре, получивший название Final Fantasy: Legend of the Crystals. Этот сериал, издававшийся в формате OVA на двух кассетах VHS, состоит из четырёх серий по тридцать минут каждая и описывает события в том же мире спустя двести лет. В 1998 году при участии издателя Urban Vision мультфильм также был выпущен в Северной Америке на английском языке.
В аниме представлены совершенно другие персонажи, сюжет не имеет прямой связи с оригиналом, но при этом в повествовании присутствуют множественные отсылки к нему. После двухсот лет спокойствия над миром нависла новая угроза — могущественный колдун Дэтгиюнос уже захватил три из четырёх магических кристаллов, с их помощью он собирается обрести абсолютную силу и взять власть над всей человеческой цивилизацией. Главными героями выступают мальчик по имени Претц, мотоциклист, орудующий бомбами и мечом нодати, и девочка Линэли, начинающая призывательница монстров, являющаяся потомком Барца, ключевого протагониста игры. Персонажи пытаются защитить оставшийся кристалл ветра, который вселился в тело Линэли, и вернуть похищенные кристаллы огня, земли и воды, при этом им помогает фигурировавший в игре Мид, внук Сида, вернувшийся сюда в виде призрака. Сеттинг практически идентичен игре, однако некоторые отличия всё-таки есть, например, ездовая птица чокобо здесь не имеет перьев и совершенно на себя не похожа.
Мультфильм удостоился смешанных отзывов со стороны прессы. Так, обозреватель IGN отметил, что «Легенда кристаллов», хоть и является первым в истории Final Fantasy сиквелом, вряд ли придётся по вкусу поклонникам серии — анимация посредственна, а комедийные и драматические элементы практически незаметны. Издание T.H.E.M. Anime Reviews в своей рецензии окрестило аниме слабейшим проявлением серии, назвав концовку затянутой, а главного антагониста — разочаровывающим. Обозреватель Animefringe тоже раскритиковал попытку превратить «Последнюю фантазию» в полнометражное кино, заявив, что история аниме «высосана из пальца». Несмотря на это, сайт GameSpot отнёсся к продукту положительно, похвалив простоту подачи сюжета и отказ от мысли привнести сюда абсолютно все традиционные для серии элементы. В журнале EX анимацию охарактеризовали «достойной» и упомянули удачное английское дублирование, с которым персонажи говорят действительно правдоподобно. По-мнению издания, «Final Fantasy как всегда хорошо сочетает в себе элементы боевика, приключений и привносит немного юмора, чтобы персонажи были более запоминающимися».